# Albert – warum?
Albert – warum? wurde vom deutschen Regisseur Josef Rödl 1978 als Abschlussfilm an der Hochschule mit Laiendarstellern gedreht. Er thematisiert das Leben eines geistig behinderten jungen Mannes in einem Dorf in der Oberpfalz. Der Film wurde mehrfach ausgezeichnet, unter anderem 1979 mit dem Deutschen Filmpreis und dem FIPRESCI-Preis der Berlinale.

## Handlung
Der behinderte Protagonist Albert, der in jeder Szene des Filmes präsent ist, wird nach seiner Rückkehr aus einer Nervenheilanstalt verspottet und erhängt sich am Glockenseil der Kirche. In seiner Abwesenheit hat sein Vater den Hof an seinen Neffen Hans übertragen und damit Albert, der als einziger Sohn den Hof hätte erben sollen, an den Rand gedrängt. Albert stellt während einer mehrtägigen Abwesenheit von Hans unter Beweis, dass er sehr wohl die Anforderungen der bäuerlichen Arbeitswelt erfüllen kann. Auf die Rückkehr des Hoferben und die damit verbundene erneute Degradierung jedoch reagiert er subversiv: Er verunstaltet ein Feld mit dem Pflug, lässt ein Schwein im Fluss ertrinken und Baumstämme ins Wasser rollen. Sein Wunsch nach befriedigender Arbeit und Zuneigung bleibt unerfüllt.
Die lange, statische Einstellung bei der Ankunft im Dorf ist der Ausgangspunkt. Die Bilder sind stilisiert, man hört nur Musik, „man ahnt noch die Ferne, in der Albert lebte.“ Erst als Albert die Realität des Dorfes erreicht, kommen die realistischen Geräusche. Bei der Steigerung des Leidensweges seines Protagonisten setzt Rödl mit Großaufnahmen und Panoramaschwenk behutsam melodramatische Akzente: Ein Schnapsglas zeigt den Ortswechsel in die Kneipe an, Großaufnahmen des Gesichts machen die zunehmende Verzweiflung deutlich, ein Panoramaschwenk durch das Wirtshaus offenbart die Leere dort. So steigert Rödl den Leidensweg seines Protagonisten bis zum verhängnisvollen, irrealen und religiös gefärbten Ende.

## Figuren
Mit seiner Langsamkeit im Sprechen und seinen physischen Handikaps wird der geistig wache Albert von der Dorfgemeinschaft zum Außenseiter gemacht, gemaßregelt, gehänselt, gedemütigt und als Sündenbock behandelt: „Sein Gesicht ist stumpf, seine Bewegungen sind langsam und eckig, er spricht schleppend und stammelnd – aber seine Gefühle offenbart er mit größerer Deutlichkeit als die Menschen um ihn herum; er ist verletzungsanfälliger.“ Mit „stoisch-melancholischem Gleichmut“ reagiert er auf die Herabsetzungen. Nur einmal wehrt er sich, und auch hier tut er es nicht mit körperlicher Gewalt, sondern indem er den Inhalt eines Bierglases in das Gesicht des Aggressors schüttet.

## Rollenbesetzung
Albert – warum? drehte Rödl nur mit Laien, mit Leuten aus seinem Dorf. Dabei spielte nicht das Finanzielle die Hauptrolle, sondern Rödls Ansatz war: „Wir erzählen unsere eigenen Geschichten.“ Und: „Wir sind unsere eigenen Künstler.“ Ein ausgebildeter Schauspieler kann, so Rödl, immer nur imitieren, während ein Laie zwar nur sich selbst darstellen kann, sein Agieren aber nichts Künstliches an sich hat. Damit die Arbeit mit Laien nicht zum Bauerntheater verkommt, müssen Rolle und Darsteller zusammenpassen.
Deshalb arbeitete Rödl in seinen frühen Filmen mit Menschen, die er persönlich kannte.

## Filmmusik und Geräusche
In Albert – warum? wollte Rödl Holzblasinstrumente wie Flöte oder Oboe einsetzen, da diese in seinen Augen eine enge Verbindung zur gezeigten Landschaft haben. Er verzichtete jedoch bewusst auf Volksmusik, um den Film von Folklorismus fernzuhalten. Daher verwendete er vorwiegend klassische, zarte Flötenmusik von Bach, Debussy, Honegger, Schostakowitsch und Tartini, die dem ungelenken Protagonisten „eine eigentümliche Größe gibt und ihn von der Niedrigkeit seines Äußeren befreit.“ Die Musik wechselt sich mit den Geräuschen kunstvoll ab und wird nie unter einen Dialog gelegt, also nicht zur Untermalung verwendet, sondern hat eine eigene Funktion.
Enjott Schneider lobte an Albert – warum? „die gute Geräuschdramaturgie (die Qualität der Geräusche an sich, ihres Einsatzes, ihres Verwobenseins mit Musik).“ Bei den Geräuschen in Albert – warum? wechseln realistische und überhöhte ab. Geräusche, so Rödl, „dürfen nicht nur eine realistische Wiederholung dessen sein, was schlecht aufgenommen wurde im Bild, sondern müssen eine eigene Ausdrucksebene bilden.“ Im Zusammenspiel von filmischem Realismus und überhöhter filmischer Gestaltung sieht Rödl ein wesentliches Spannungselement seines Films.
In der Eröffnungsszene am außerhalb des Dorfes liegenden Bahnhof, als Albert aus der psychiatrischen Klinik zurückkommt, bewegen sich Menschen und Zug geräuschlos. 160 Sekunden lang ist nur eine Soloflötensonate von Bach zu hören, die für Alberts sensiblen Innenraum stehen kann; erst danach setzen Geräusche ein. Die Zuschauer verlassen durch diese Veränderung Alberts Perspektive, die Einsamkeit, und kommen zusammen mit ihm in der Realität seines Heimatdorfes an.
In der Schlussszene läutet Albert heftig die Glocken, bevor er sich am Ende am Glockenseil erhängt; ein Sturmläuten, das traditionsgemäß ein Hilferuf ist, um die Menschen wegen einer drohenden Gefahr zusammenzurufen. Die Zuschauer sehen einen „Schnitt auf die laut tönende Glocke, die waagrecht in der Luft hängen bleibt: die Stille ist das Zeichen für Alberts Freitod geworden, - nicht metaphorisch, sondern ganz faktisch. So sachlich wie der Film.“

## Räume
Die Bewegung im ländlichen Raum ist, abgesehen von den Nutzfahrzeugen, von moderner Technik entkoppelt: Albert geht mit einer Schubkarre auf eine längere Fahrt durchs Dorf.

## Auszeichnungen
- 1978 Deutscher Kritikerpreis
- 1979 Deutscher Filmpreis, (damals: Bundesfilmpreis in Gold) für die beste Nachwuchsregie
- 1979 FIPRESCI-Preis und Otto-Dibelius-Preis der Internationalen Evangelischen Jury auf der 29. Berlinale[9]
- 1979 Nominierung für den Gold Hugo/Best Feature auf dem Chicago International Film Festival[10]